# Джексон (селище, Вісконсин)
Джексон (англ. Jackson) — селище (англ. village) в США, в окрузі Вашингтон штату Вісконсин. Населення — 7185 осіб (2020).

## Географія
Джексон розташований за координатами 43°19′47″ пн. ш. 88°10′7″ зх. д. / 43.32972° пн. ш. 88.16861° зх. д. (43.329634, -88.168532).  За даними Бюро перепису населення США в 2010 році селище мало площу 7,94 км², з яких 7,89 км² — суходіл та 0,05 км² — водойми.

## Демографія
Згідно з переписом 2010 року, у селищі мешкали 6753 особи в 2870 домогосподарствах у складі 1866 родин. Густота населення становила 851 особа/км².  Було 3061 помешкання (386/км²).
Расовий склад населення:
| - 96,9 % — білих - 0,7 % — азіатів - 0,5 % — чорних або афроамериканців - 0,2 % — корінних американців - 0,1 % — вихідців з тихоокеанських островів |

До двох чи більше рас належало 1,1 %. Частка іспаномовних становила 2,2 % від усіх жителів.
За віковим діапазоном населення розподілялося таким чином: 24,3 % — особи молодші 18 років, 63,3 % — особи у віці 18—64 років, 12,4 % — особи у віці 65 років та старші. Медіана віку мешканця становила 39,0 року. На 100 осіб жіночої статі у селищі припадало 94,9 чоловіків;  на 100 жінок у віці від 18 років та старших — 93,5 чоловіків також старших 18 років.
Середній дохід на одне домашнє господарство  становив 66 354 долари США (медіана — 54 750), а середній дохід на одну сім'ю — 78 755 доларів (медіана — 75 694). Медіана доходів становила 57 232 долари для чоловіків та 42 977 доларів для жінок. За межею бідності перебувало 6,5 % осіб, у тому числі 10,4 % дітей у віці до 18 років та 6,5 % осіб у віці 65 років та старших.
Цивільне працевлаштоване населення становило 3773 особи. Основні галузі зайнятості: освіта, охорона здоров'я та соціальна допомога — 24,8 %, виробництво — 20,6 %, науковці, спеціалісти, менеджери — 11,1 %, роздрібна торгівля — 8,9 %.